# Asesinatos de activistas pro derechos civiles de Misisipi
El asesinato de activistas pro derechos civiles de Misisipi por miembros del Ku Klux Klan tuvo lugar en la noche del 21 al 22 de junio de 1964. Fueron tres los activistas pro derechos civiles golpeados brutalmente y asesinados: James Chaney, Andrew Goodman y Michael Schwerner. Tras una ardua investigación y una gran repercusión en los medios de comunicación, los cadáveres fueron hallados cerca de dos meses después. Estos hechos se produjeron en el contexto de la lucha por la integración racial.
El asesinato de los tres activistas conmocionó al país a nivel nacional y fue el detonante de la Ley por los Derechos Civiles de 1964 y los Derechos al Voto de 1965. La población afroamericana, al igual que durante el Gobierno Confederado vivía bajo la segregación racial y las leyes de Jim Crow.
El FBI se refirió al caso como "Mississippi Burning" ("Mississippi en Llamas" o "Arde Mississippi"). Debido a la sofisticada conspiración de los involucrados, este caso fue considerado como uno de los mejores trabajos de investigación del FBI. Estos hechos inspiraron la película Arde Mississippi (1988).

## Trasfondo

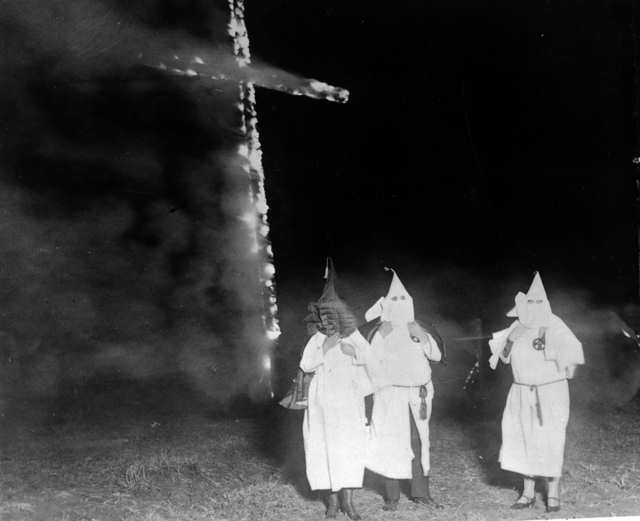
Imagen de un crucifijo en llamas erigido por miembros del KKK (imagen de los años 20). Con este mensaje intimidaban a la población afroamericana y aquellos contrarios a sus ideales.

A principio de los años 60, el estado de Misisipi, así como otros gobiernos locales y estatales del Sur estadounidense, desafiaron las directrices federales en materia de integración racial. Las últimas sentencias recientes del Tribunal Supremo habían trastornado el sistema establecido de Misisipi, y la sociedad blanca de Mississippi respondió con hostilidad, atentados, asesinatos, vandalismos y coacciones como tácticas para intimidar a la población de color y aquellos que les daban apoyo desde el Norte y el Oeste. En 1961, el colectivo Freedom Riders desafió las leyes que permitían la segregación racial con el resultado de arresto para estos junto con otros ciudadanos de color de clase baja. En septiembre de 1962 tuvieron lugar los disturbios de la Universidad de Misisipi en el que un grupo de radicales intentó impedir que el estudiante James Meredith se matriculara. Un año después, el Presidente John F. Kennedy fue asesinado.
La mayor parte del descontento general vino de la organización White Knights, rama del Ku Klux Klan creada y liderada por Samuel H. Bowers de Laurel. En el verano de 1964, la población blanca del Estado se preparó para lo que ellos consideraban una "invasión del Norte". Los medios de comunicación exageraron las cifras de asistentes jóvenes que se disponían a registrarse. Un miembro de la COFO estimó que alrededor de 30.000 personas vendrían a Misisipi durante el verano. Los informativos supusieron un jarro de agua fría para los ciudadanos blancos y la mayoría de ellos acabaron uniéndose a los White Knights. A diferencia de otras ramas del KKK, estos eran más beligerantes y empezaron a organizar un conflicto jamás visto desde la guerra civil estadounidense.
En respuesta a las acciones supremacistas, los ciudadanos de otras etnias fundaron organizaciones como COFO, CORE, NAACP entre otros que se centraban en la lucha contra la segregación institucional y demás hostilidades. A diferencia de los blancos, estos otros provenían de linajes africanos, latinos y asiáticos y siempre utilizaban los servicios denominados "separados pero iguales". En la sociedad misisipiana era bastante común ver dos fuentes de agua para blancos y negros al igual que salas de cine segregadas.
Al mismo tiempo, a la mayor parte de los misisipeños de color se les negaba el derecho al voto y el acceso a la educación. El CORE pretendía solucionar estos problemas mediante centros de reuniones y de "colegios libres" en el que se animaba a la población a que escolarizasen a sus hijos. Dos de los miembros, James Chaney y Michael Schwerner, tenían pensado construir uno en Neshoba.

### Centros de Registros
En 1964, durante el Día de los Caídos, Schwerner y Chaney celebraron un discurso en la Iglesia Metodista Mount Zion en Longdale. Este primero se dirigió a la congregación y les animó a que se registraran para votar a la vez que declaraba: "habéis sido esclavos durante mucho tiempo, os podemos ayudar a ayudaros...". Cuando los White Knights se acercaron al lugar del evento, estos destrozaron el local y prendieron fuego a la iglesia además de agredir a los fieles y a los activistas.
El 21 de junio del mismo año, los tres activistas se prepararon para marcharse a Longdale e investigar lo sucedido. Antes de emprender el viaje, Schwerner pidió ante los miembros de la COFO, que en caso de no volver, "iniciaran una búsqueda" una vez pasaran de las 16:00 h. (hora local)

### Arresto
Tras visitar el lugar, los tres activistas decidieron volver por otro camino en lugar de la carretera 491 hacia Meridian. La mencionada carretera no estaba debidamente pavimentada y optaron por ir al oeste por la autopista 16 y salir a la izquierda por la autopista 19 creyendo que llegarían antes, sin embargo la ruta les llevaría por el interior del condado. Mientras se encontraban en Neshoba ya eran cerca de las 15:00 h cuando deberían estar a las 16:00 donde habían acordado.
La decisión del grupo resultó fatídica. Mientras entraban dentro del término municipal de Filadelfia, la rueda del vehículo sufrió un reventón y el Segundo de Sheriff Cecil Ray Price se volvió hacia ellos. Tras detenerse en el cruce de las calles Beacon con Main, Price llamó a los agentes Harry Wiggs y E. R. Poe del Departamento de Tráfico de Misisipi. Chaney fue detenido por exceso de velocidad (ir a 65/mph cuando la velocidad permitida era de 35/mph); en cuanto a Goodman y Schwerner fueron detenidos para ser investigados. Más tarde serían trasladados a la cárcel del condado, situado a una manzana de los juzgados
Al ver que ya habían pasado tres cuartos de hora de la hora indicada, la oficina de la COFO informó de que los tres activistas no habían vuelto todavía. Cuando estos llamaron a las autoridades locales de la zona, respondieron con evasivas y negaron saber nada.

## Orquestando la conspiración

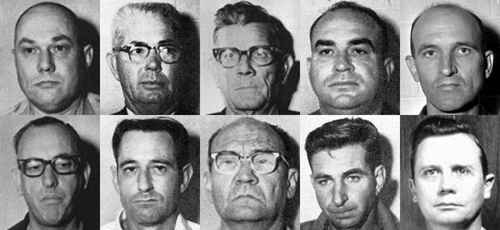
Miembros que formaron la conspiración; (Primera fila): Lawrence A. Rainey, Bernard L. Akins, Other "Otha" N. Burkes, Olen L. Burrage, Edgar Ray Killen. (Segunda fila) Frank J. Herndon, James T. Harris, Oliver R. Warner, Herman Tucker, and Samuel H. Bowers.

Nueve hombres (entre los que se incluía el Sheriff del Condado Lawrence A. Rainey) fueron llamados a preparar la conspiración. No obstante, Rainey negó formar parte, aunque fue acusado de ignorar las agresiones cometidas en su Condado. También fue acusado del asesinato de varios afroamericanos, aunque según él, en el momento de producirse los crímenes, estaba visitando a su mujer enferma en el hospital de Meridian y más tarde se puso a ver Bonanza por la televisión. A medida que empezaban los acontecimientos, Rainey empezaba a disfrutar de los altos niveles de popularidad que le brindaban los ciudadanos.
Bernard Akins tenía un negocio en el que trabajaba desde las afueras de Meridian y fue uno de los miembros de White Knights. Other N. Burkes, conocido con el sobrenombre de Otha fue agente de policía en Filadelfia. El más veterano de todos tenía 71 años y estuvo veinticinco años de servicio en el cuerpo de policía y era un veterano de la I Guerra Mundial que sentía una profunda animadversión a todo aquel de color. En la lista de cargos de diciembre de 1964, Burkes estaba a la espera de un dictamen por varios casos relacionados con los derechos civiles. Olen L. Burrage, con 34 años era propietario de una compañía de transporte de carga y tenía también una granja en la que fueron enterrados los tres activistas. Burrage declaró: "me importa un pimiento guardar un centenar de ellos. Edgar Ray Killen, que en aquel entonces, era un predicador bautista y propietario de un aserradero, fue acusado y posteriormente sentenciado por dirigir los graves sucesos.
Frank J. Herndon de 46 años, era el encargado de patrullar las carreteras de Meridian y era conocido como "el Claxon", aparte de ser un exaltado de los Grand Cyclops de los White Knights de Meridian. James T. Harris, también conocido como Peter fue investigador del White Knight, el cual se cree que pudo mantener a ojo cualquier movimiento de los activistas. Oliver R. Warner, conocido con el sobrenombre de "Pops" era dueño de un pequeño comercio de la ciudad y también miembro de WK. Herman Tucker era vecino de Hope, a pocas millas del Condado. No era miembro de los White Knights, pero trabajaba de contratista para Burrage. Su principal tarea fue suministrar la sede de la CORE. Samuel H. Bowers sirvió en la Marina durante la II Guerra Mundial, y aunque no actuó durante el 4 de diciembre de 1964, pudo estar involucrado al año siguiente. Bowers, en aquel entonces con 39 años declaró: "esto es una guerra entre el Klan y el FBI. Y en una guerra, alguien tiene que sufrir".

### 7 de junio de 1964
Cerca de Raleigh, varios aviones pilotados por Klansmen vigilaban desde el aire un área determinada en la que se encontraban un grupo de 300 White Knights reunidos clandestinamente. Bowers se dirigió a la multitud e informó de que en pocas semanas comenzaría la "invasión negro comunista de Misisipi". Los demás, al igual que él declararon que "este verano el enemigo caerá derrotado en una gran victoria para Misisipi" además de encontrarse un segundo grupo de miembros vigilando las fronteras y preparados para el conflicto con armas en lo que calificaron de "guerra violenta y de retirada".

## Persecución y posterior linchamiento

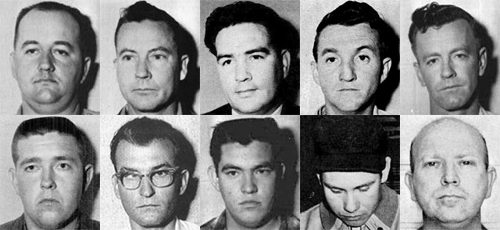
Encargados del linchamiento (Primera fila): Cecil R. Price, Travis M. Barnette, Alton W. Roberts, Jimmy K. Arledge, Jimmy Snowden. (Segunda fila): Jerry M. Sharpe, Billy W. Posey, Jimmy L. Townsend, Horace D. Barnette, James Jordan.

Aunque las autoridades federales creyeron en un principio que otros individuos formaron parte del linchamiento de los activistas, solo diez hombres fueron acusados con cargos por asesinato. Uno de los linchadores fue el Segundo de Sheriff del Condado, el cual tuvo un papel importante en la conspiración. Anteriormente, su amigo Lawrence A. Rainey fue elegido sheriff en 1963, mientras que Price ejercía su cargo como vendedor y bombero. Sin embargo, carecía de experiencia en asuntos legales. En aquel entonces tenía 26 años y fue el único testigo que presenció los acontecimientos, ya que fue él quien los detuvo en la noche de los asesinatos después de una persecución por la autopista 19 hacia Meridian hasta llegar a la intersección con House. Price junto con sus nueve compañeros escoltaron a los activistas al norte de la 19 hacia Rock Cut Road donde finalmente fueron ejecutados. En 2001, Price falleció en un accidente con maquinaria desvaneciéndose las esperanzas de que se produjera una confesión por parte de todos.
Killen quería llegar temprano a Meridian para organizar y reclutar el equipo encargado del trabajo en Neshoba. Primero, los hombres pasaron por Filadelfia a recoger a Travis M. Barnette, el cual quería volver a Meridian para cuidar de un miembro de su familia que estaba enfermo. Travis era propietario de un garaje en la localidad y también miembro de los White Knights. Alton W. Roberts era un exmarine degradado que trabajaba como vendedor. Este era el más robusto del grupo con 6,3" de pies y 225 libras de peso y era conocido por su mal temperamento. Según los testigos, Roberts disparó a Goodman y a Schwerner y a Cheney en la cabeza después de que Jordan le disparase en el abdomen. Era conocido por decir "eres un amante de negros", frase despectiva con la que recriminó a Schwerner, el cual respondió antes de morir: "señor, sé exactamente como te sientes". Jimmy K. Arledge y Jimmy Snowden eran dos comerciantes. Mientras que el primero era un marginado en su instituto, el segundo era un veterano de la Marina. Ambos presentes durante los asesinatos. Tras el arresto de Price, Arledge pudo conducir el furgón de los activistas a la autopista estatal 492 con dirección Rock Cut Road.
Jerry M. Sharpe, Billy W. Posey y Posey Jimmy L. Townsend procedían todos de Filadelfia. Sharpe conducía un furgón de suministros de pulpa de celulosa para hogares, mientras que Posey, mecánico de automóviles de Williamsville llevaba un Chevrolet mucho más rápido que el del primero. El tercero era Townsend, el cual dejó el instituto en 1964 para trabajar en el garaje Phillips 66 de Posey. Horace D. Barnette era el hermanastro pequeño de Travis. A su disposición disponía de un sedán Ford Fairlane de dos tonalidades de azul. El coche de Barnette fue el único de todos al que le falló el motor. James Jordan fue considerado el autor material del asesinato de Chaney. Finalmente confesó su crimen ante las autoridades federales a cambio de acordar un alegato.

### Persecución por la Autopista 19
A las 22:00 fueron puestos en libertad y el Segundo de Sheriff Price custodió a los activistas en su coche patrulla, (el anteriormente mencionado Chevrolet) y les dejaron en los límites de la ciudad en Hospital Road. Una vez libres se dirigieron por el sur de la autopista 19 hasta que llegaron a un establecimiento donde pararon para realizar una llamada, sin embargo, la presencia de las autoridades estatales de tráfico al cargo de Wiggs y Poe les disuadió y continuaron su camino hacia Meridian.
Después de emborracharse mientras discutían sobre quienes matarían a los tres activistas, la turba cogió los vehículos de Barnette y Posey. Casi al mismo tiempo, el agente Burkes informó a Barnette de que los tres se dirigían a Meridian. Tras parar en un breve punto de encuentro con el agente de la Policía de Filadelfia Richard Willis, iniciaron la búsqueda. Durante la persecución, el coche de Posey tuvo problemas con el carburador y falló a un lado de la carretera. Sharpe y Townsend recibieron la orden de quedarse con el vehículo averiado e intentar arrancarlo de nuevo. Finalmente, Price dio caza al vehículo de los activistas cuando se dirigían al oeste hacia Union en la Autopista Estatal 492. De inmediato, los tres fueron de nuevo escoltados y llevados al norte de la 19 hasta Rock Cut Road donde fueron asesinados por Roberts y Jordan. Este último fue acusado de decir las siguientes palabras después de los crímenes: "bueno, tan solo me has dejado al negro, pero al menos me lo he cargado".

### Limpiando pruebas

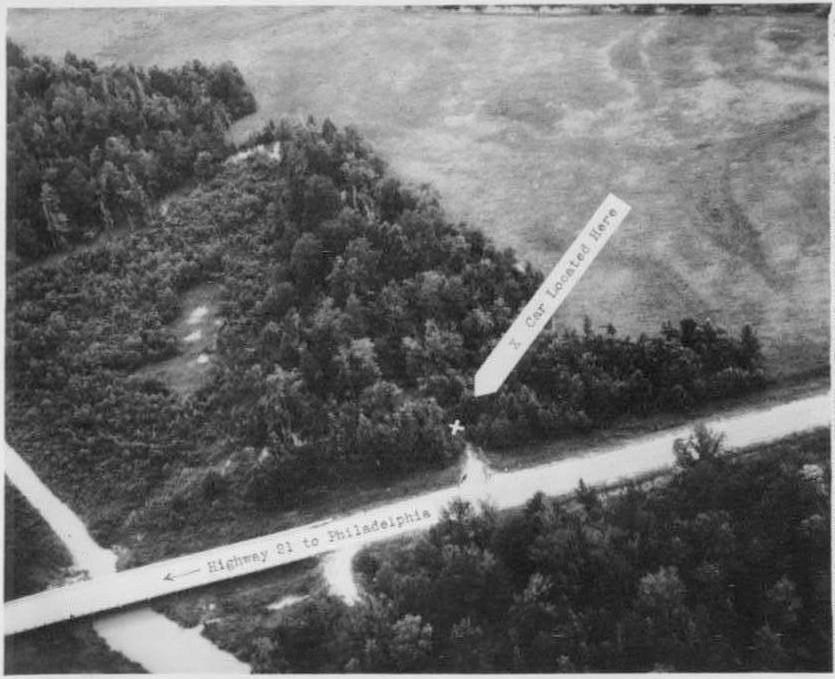
Ubicación exacta en donde abandonaron el vehículo en el que transportaron los cuerpos sin vida de los activistas. La flecha indica la localización del riachuelo Bogue Chitto junto a la Autopista 21.

Tras el tiroteo, cargaron los cadáveres en el Ford y se dirigieron hacia la granja de Burrage localizada en la Autopista 21 a pocas millas al suroeste de Filadelfia. Tucker, al trabajar con maquinaria pesada, era propietario de una bulldozer con la que posteriormente enterró los cuerpos sin vida. A primeras horas de la mañana, Posey, Burrage y Tucker se reunieron en el Phillips 66 para preparar las coartadas, lo que significaba manipular las pruebas y destruir toda evidencia. Una vez de acuerdo, Price se dirigió al grupo:

Bueno chicos, habéis hecho un gran trabajo. Sois un soplo de aire fresco para los blancos. Misisipi puede enorgullecerse de vosotros. Habéis dejado claro a esos forasteros como nos las gastamos en este Estado. Ahora, volved a vuestros hogares y olvidad lo sucedido. Pero antes de marcharos, permitirme que os diga que mis ojos están atentos ante vosotros: ¡El primero que hable, es hombre muerto! Si cualquiera de los que sabe algo de esto abre la boca ante cualquier foráneo, el resto de nosotros lo mataremos al igual que hemos hecho con esos tres hijos de puta. ¿Os ha quedado claro lo que he dicho?. ¡Cualquiera que se vaya de la lengua está muerto, muerto, muerto!.

Al mismo tiempo, a Tucker le ordenaron abandonar el vehículo de los fallecidos en Alabama, pero por razones que se desconocen, el coche de la CORE fue abandonado cerca de un río al nordeste de Neshoba junto a la Autopista 21. Antes de dejar el vehículo tirado, fue quemado.

## Intervención del FBI

### 22 de junio de 1964

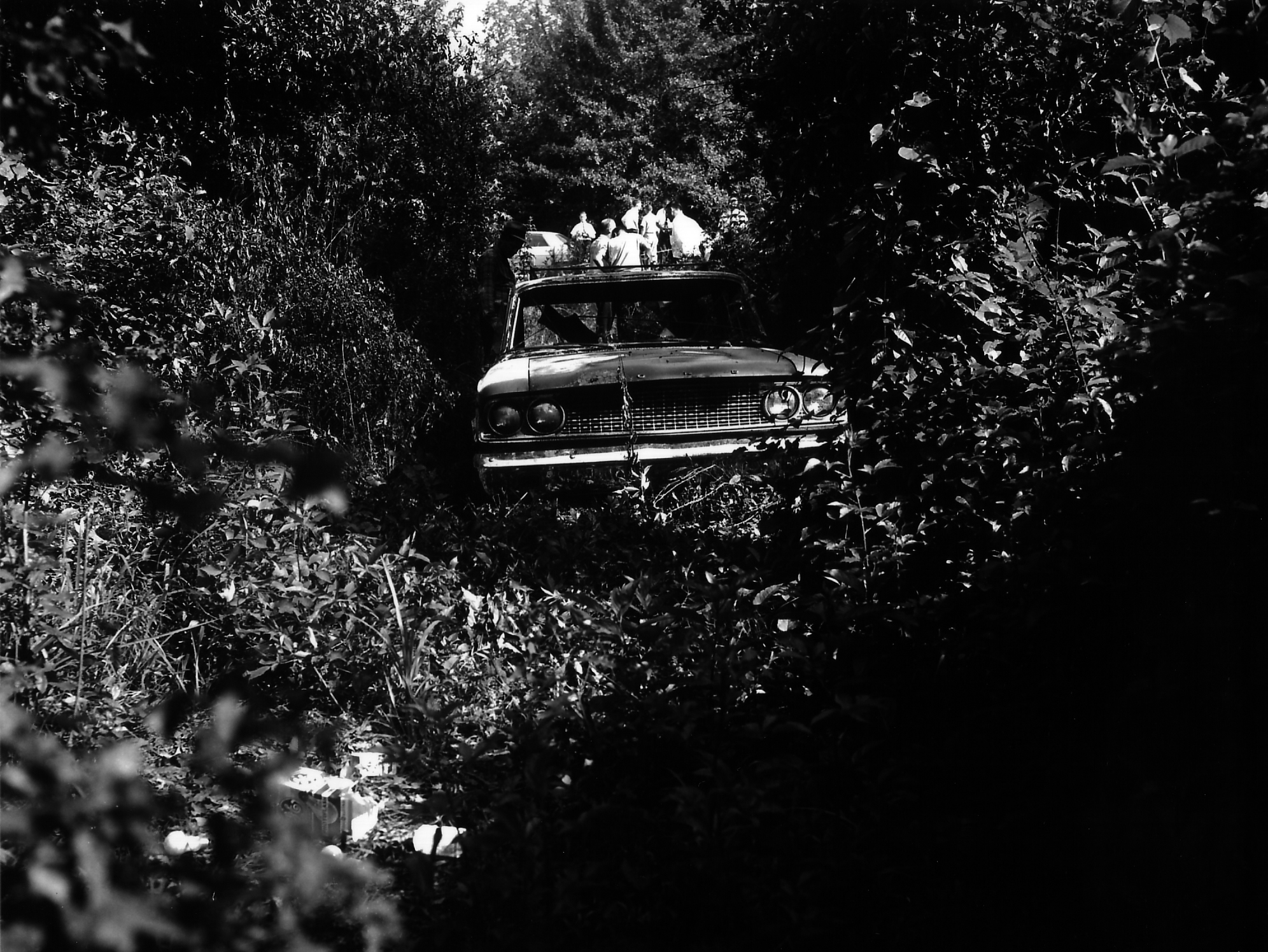
Imagen del vehículo abandonado.

Mientras se dirigían al trabajo hacia el sur de la Autopista 21, Raymond Dallas y T. Hudson vieron un coche en llamas cerca de la 01:30 del día 22 de junio en los límites de Bogue Chitto Creek; sin embargo continuaron la marcha hasta que más tarde informaron del suceso al FBI.
El entonces director del FBI John Edgar Hoover ordenó una búsqueda preliminar por la zona de Meridian. El agente John Proctor estuvo al cargo del caso y a las 18:20, el fiscal general Robert Kennedy amplió la zona y mando a 150 agentes más desde Nueva Orleans.
Por la tarde, dos nativoamericanos encontraron un coche [aún] humeante a 25 yardas de la autopista y del lugar indicado por los dos conductores. El hallazgo se produjo cuando fueron a pescar en el riachuelo, el cual está localizado cerca de una reserva india. Uno de los pescadores registró los restos del vehículo al que daba por abandonado. No obstante y a pesar del estado del coche, consiguió salvar un tapacubos y un retrovisor en el que había tres identificaciones de los desaparecidos. Posteriormente los agentes informaron de los nuevos hallazgos a las autoridades federales.

### 23 de junio de 1964
A las 10:30 del 23 de junio, John Proctor recibió una llamada del Superintendente Nativoamericano, el cual trabajaba para el Departamento del Interior de la Agencia Nativoamericana en Filadelfia. Lonnie Hardin le informó de que dos nativos Choctaw encontraron un coche quemado en el río dentro del Condado de Neshoba. Al enterarse del hallazgo de lo que podría ser una prueba importante para la investigación, le pidió que le esperase en el lugar de los hechos.
Cerca del mediodía, los agentes encontraron un Ford Fairlane azul con el número de licencia H25 503. El caso acaparó la atención de los medios de comunicación nacionales y al final de la semana ya estaban cubriendo las noticias de lo sucedido en Neshoba. Los padres de Goodman y Schwerner se reunieron en el despacho Oval con el Presidente Lyndon B. Johnson. Mientras, la Marina estuvo rastreando los pantanos del Bogue Chitto con el objetivo de encontrar a los desaparecidos. El Inspector Mayor Joseph Sullivan llegó de inmediato a la escena donde estaba el coche.

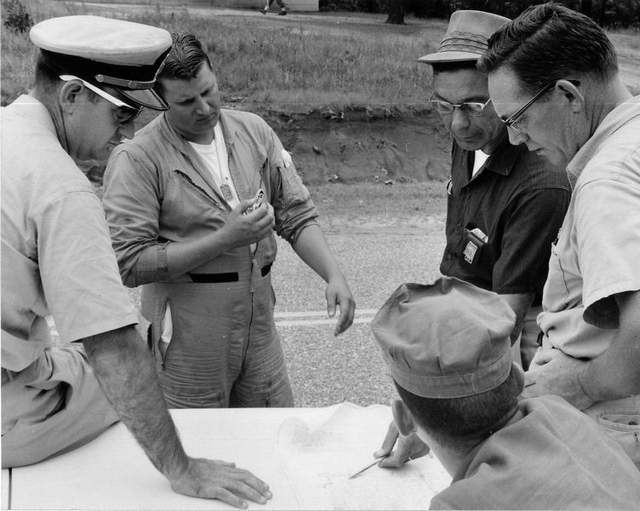
Personal de la Marina y Autoridades de Misisipi debaten por donde empezar la búsqueda de los activistas.

### 4 de agosto de 1964
Tras varias semanas de búsqueda, el FBI decidió detener momentáneamente la misión después de que una fuente les dijera donde podrían estar los cadáveres. Los agentes fueron enviados a un área localizada a lo largo de la Autopista 21 al sur del Condado en donde había un terraplén. La zona estaba densamente forestada y era complicado registrar cualquier acre. Finalmente consiguieron rastrear la zona sobre un helicóptero hasta que dieron con la granja de Burrage tras rastrear 254 acres de terreno. A las 15:00 encontraron los cuerpos sin vida de los activistas y posteriormente fueron trasladados al Centro Médico Universitario de Jackson.

### 4 de diciembre de 1964
A finales de noviembre, el FBI acusó a 21 misisipeños de conspirar, coaccionar, reprimir e intimidar a los tres activistas. La mayoría de los acusados fueron arrestados por el FBI el día 4 de diciembre. Los nombres de los acusados corresponden a: B. Akin, E. Akin, Arledge, T. Barnette, Burkes, Burrage, Bowers, Harris, Herndon, Killen, Price, Rainey, Posey, Roberts, Sharpe, Snowden, Townsend, Tucker, y Warner. Los hombres fueron trasladados a la Base Naval de Meridian donde fueron fichados. Una vez allí, dos de los detenidos: Barnette y Jordan, confesaron haber participado en los hechos.

## Reacciones

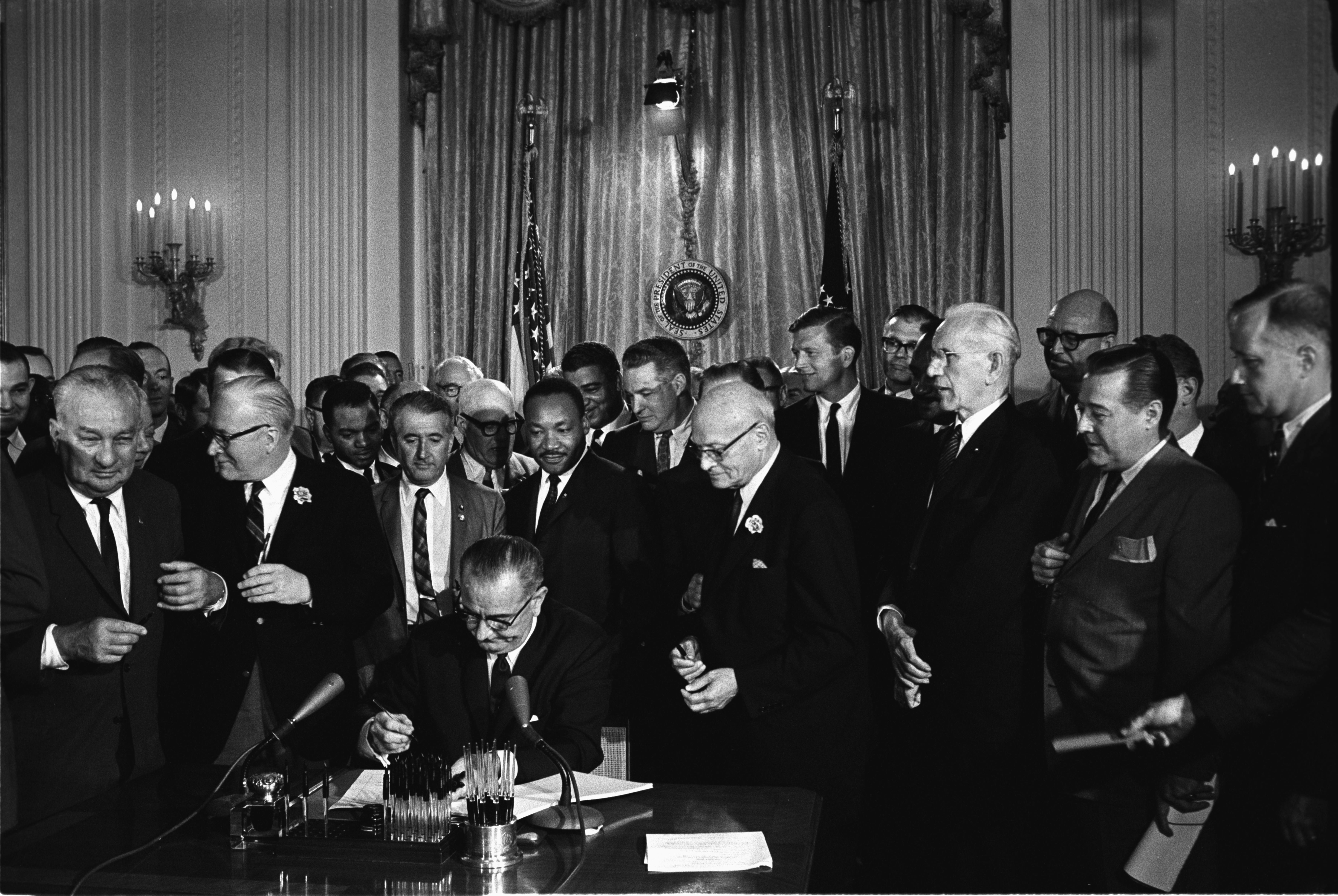
El presidente Lyndon B. Johnson firmando el Acta por los Derechos Civiles de 1964 junto a Martin Luther King y otros.

El hallazgo de los cuerpos provocó la consternación del Presidente Lyndon B. Johnson, el cual ordenó a John Edgar Hoover y el FBI a investigar el caso a pesar de la antipatía que sentía Hoover por los grupos proderechos civiles. 150 agentes del FBI, entre los que se incluía Joseph Sullivan fueron a Neshoba a investigar. Durante los rastreos, fueron encontrados otros siete cadáveres afroamericanos, los cuales llevaban desaparecidos desde hacía años y que jamás llamó la atención de nadie.
La investigación duró 44 días. Johnson y otros activistas clamaron por la indignación de lo sucedido para impulsar las leyes por los derechos civiles y la Ley de derecho de voto de 1965. El periodista de la CBS Walter Cronkite, en un reportaje emitido el 25 de junio de 1964, se refirió al caso como "El centro más estremecedor del país".
La autoridad estatal empezaba a resentirse por la atención por parte del resto de la nación. El Sheriff del Condado Lawrence Rainey declaró que: "Simplemente intentan dar una mala imagen de esta parte del Estado". Por otra parte, el Gobernador de Misisipi Paul Johnson fue destituido de su cargo  por declarar: "[Los del FBI] bien podrían irse a Cuba".

## Investigación
Durante un tiempo, el rastro estaba frío. No obstante, el FBI ofreció una recompensa de 25.000 dólares a cambio de información sobre el paradero de los trabajadores que dieron la primera señal de alarma. Después de que una fuente anónima se les acercara, encontraron los cuerpos de los activistas. Schwerner y Goodman fueron disparados en el pecho mientras que Chaney fue apaleado y disparado en tres ocasiones.

No muy convencido por los agentes ubicados en Memphis, Sullivan optó por esperar en la ciudad para iniciar la "invasión" de los estudiantes norteños... la decisión instintiva de Sullivan de quedarse por los alrededores fue la correcta. El lunes por la mañana del 22 junio, fue informado de las desapariciones y fue enviado a Meridian. Esa localidad pudo haber sido su hogar durante los nueve meses siguientes.
—-Cagin & Dray, We Are Not Afraid-The Story of Goodman, Schwerner and Chaney and the Civil Rights Campaign for Mississippi, 1988.

La fuente anónima fue conocida como "X" y estuvo en secreto por el Gobierno durante 40 años. Mientras el caso seguía en curso, el periodista Jerry Mitchell y el profesor Barry Bradford descubrieron su identidad: Maynard King, un agente de tráfico al que Pete Jordan, el cual fue delatado por Pete Jordan.

### Tratos con la mafia
En 2007, Linda Schiro testificó ante un tribunal sobre un caso no relacionado en el que su novio, Gregory Scarpa, capo de la Familia Colombo fue reclutado por el FBI para que les ayudara en la búsqueda de los activistas. Alego haber estado con él en Misisipi al mismo tiempo que fue testigo de como este llevaba un arma y como se produjo un intercambio de dineros. También testificó que [él] le contó que tuvo que amenazar a un miembro del KKK con matarle si no le revelaba la ubicación exacta de los cuerpos. Durante años, ha habido casos similares en los que la mafia estuvo involucrada, siendo información en The New York Daily News, aunque tales testimonios jamás se presentaron ante el juez.

## Juicio

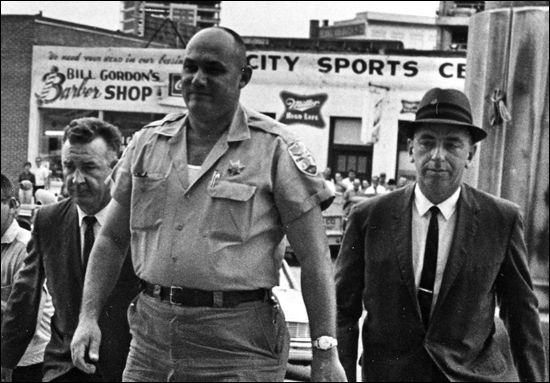
El Sheriff Lawrence Rainey escoltado por dos agentes del FBI a la entrada del juzgado de Meridian en octubre de 1964.

Debido a que las autoridades de Misisipi se negaron a procesar a los acusados por asesinato, el Departamento de Justicia de Estados Unidos al cargo del fiscal John Doar presentó los cargos contra los dieciocho a los que se les acusó de violar el acta de 1870 en el que se concedía derechos a la población afroamericana y de asesinato con alevosía. Entre los encausados estaban: Rainey y Price. 
El 20 de octubre de 1967, el juez falló sentencia y los procesados: Cecil Price, Samuel Bowers, Alton Wayne Roberts, Jimmy Snowden, Biley Wayne Posey, Horace Barnett y Jimmy Arledge fueron declarados culpables y condenados a prisión con penas de entre 3 a 10 años. Tras un largo proceso de apelación, los siete empezaron a cumplir sus respectivas condenas en marzo de 1970, aunque ninguno de ellos estuvo más de seis años de cárcel. El sheriff Rainey quedó absuelto. Dos de los acusados: E.G. Barnett (candidato a dirigir la oficina del Sheriff) y Edgar Ray Killen (Ministro local) fueron acusados de estar involucrados en los asesinatos, pero el jurado dictaminó que el caso de ambos estaba en punto muerto, por lo que el fiscal de la acusación optó por no llevarlos de nuevo a juicio. El 7 de mayo de 2007, el jurado reveló que el caso de Killen lo dejaron en punto muerto después de que uno de los miembros declarara que "jamás condenaría a un predicador".

## Tiempo después

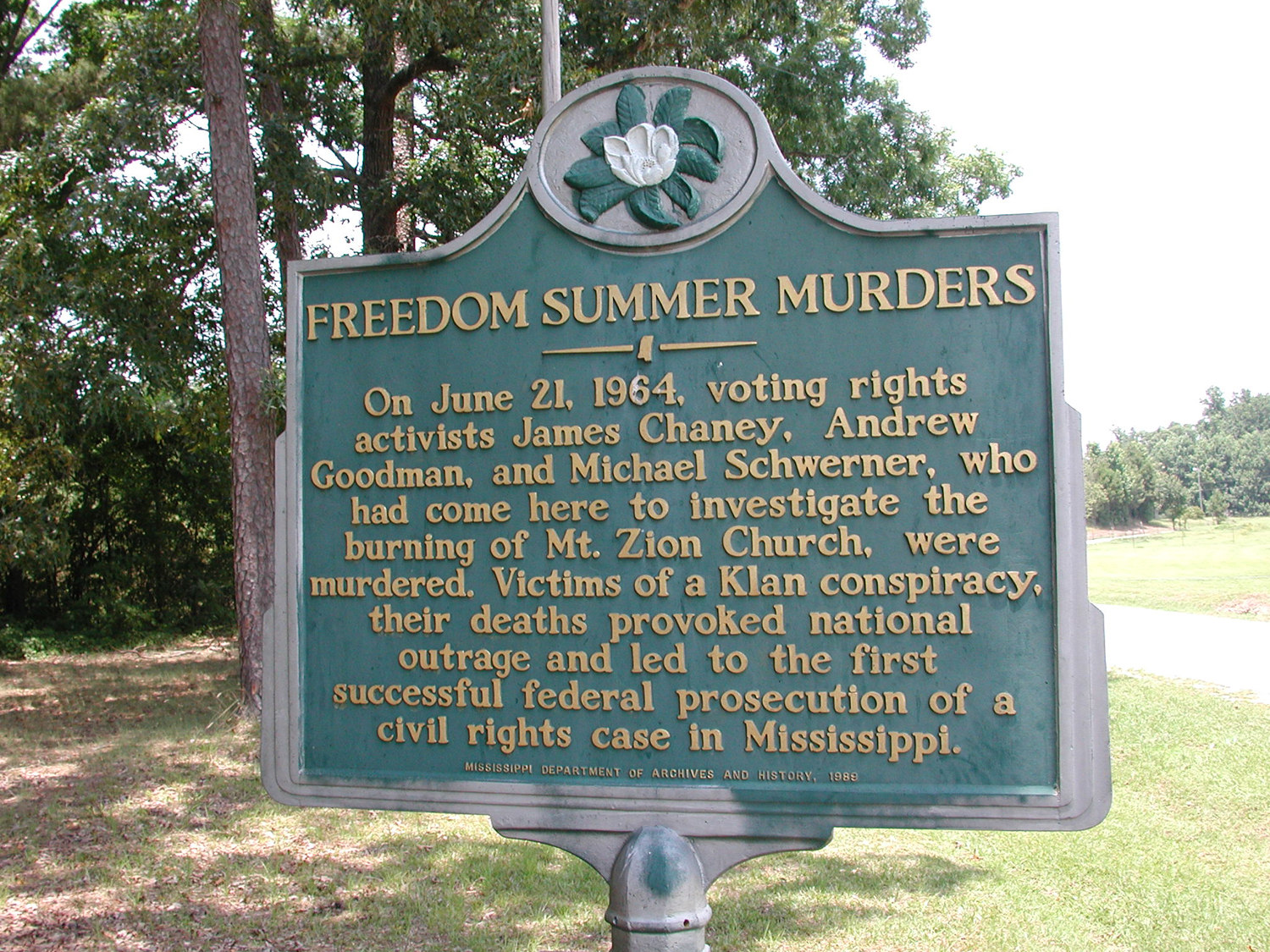
Memorial en homenaje a los activistas en la Iglesia Mount Zion

Durante las siguientes cuatro décadas no se presentaron más acciones legales contra los involucrados en el tiroteo.
El periodista Jerry Mitchel escribió durante seis años para el periódico The Clarion-Ledger sobre el caso. A lo largo de los años ganó reconocimiento por ayudar a la comunidad proderechos civiles por sus trabajos sobre el tema como los asesinatos de los [también] activistas Medgar Evers y Vernon Dahmer y el atentado de la Iglesia Birmingham.
En el caso de los tres activistas fallecidos, Mitchell presentó una nueva prueba y dio con nuevos testigos con los que inició un nuevo proceso. El profesor del instituto Adlai E. Stevenson: Barry Bradford de Lincolnshire y tres de sus alumnos: Allison Nichols, Sarah Siegel y Brittany Saltiel apoyaron la iniciativa del reportero. Tiempo después, Bradford obtendría reconocimiento por ayudar a limpiar el nombre del activista Clive Kennard.
El profesor y los alumnos produjeron un documental para el Concurso del Día de la Historia Nacional, en el que expusieron varios motivos para reabrir el caso. También fueron entrevistados por Edgar Ray Killen con la que consiguieron convencer al Estado para investigar. El documental sirvió para determinar la identidad del anónimo "Sr. X" que informó al FBI sobre el paradero de los cuerpos y la conspiración del KKK en 1964.
La investigación llevada a cabo por el grupo atrajo la atención del Congreso y de los medios de comunicación, en la misma se incluía una conversación oculta a Killen. En 2004 se conmemoró el cuadragésimo aniversario de los asesinatos y un grupo de ciudadanos de diversas etnias de Filadelfia hicieron un llamamiento por la justicia. Más de 1.500 personas, entre los que se incluían varios líderes de otras organizaciones por derechos civiles y el Gobernador de Misisipi Haley Barbour se unieron para exigir que se reabriera la investigación.

### Juicio de 2005, veredicto y apelación
El 6 de enero de 2005, el jurado del Condado de Neshoba acusó a Edgar Ray Killen de triple asesinato. El fiscal general de Misisipi se hizo cargo del juicio por primera vez. La viuda de Schwerner: Rita Bender testificó en el juicio y después declaró a la prensa:

Estáis tratando este caso como el más importante del movimiento de los derechos civiles porque dos de los tres asesinados eran blancos. Eso significa que todavía tenemos que hablar bastante sobre el racismo reinante en este país, y si este proceso es significativo para vosotros, quiere decir que debemos hablar libremente. Para mi, el proceso tiene este sentido.

El 21 de junio del mismo año, el jurado confirmó la condena contra Killen por los crímenes por haber planeado y dirigido los asesinatos. En aquel entonces, Killen con 80 años, fue sentenciado a 60 años de prisión (20 por víctima). El antiguo miembro del KKK presentó una apelación en la que afirmaba que ningún jurado podría sentenciarle al mismo tiempo que se presentaron las pruebas, sin embargo, la Corte Suprema de Misisipi desestimó su recurso y en 2007 falló sentencia.